# ジョン・カルフーン
ジョン・コールドウェル・カルフーン（英語: John Caldwell Calhoun [kælˈhuːn], 1782年3月18日 - 1850年3月31日）は、アメリカ合衆国の19世紀前半の政治家。民主共和党所属。強力な知性を持つカルフーンは当時のあらゆる問題に対して雄弁に語ったが、しばしばその立場を変えることがあった。その政治経歴は国家主義者、保護貿易の提唱者として始められた。その後彼は立場を州の権限、小さな政府、無効化、および自由貿易に切り替えた。彼はその気性の激しさ、奴隷制度の擁護、少数派の権利拡大、南部の合衆国からの脱退に関してよく知られる。

## 概要
自由の原則に専念し、腐敗を恐れるカルフーンは、奴隷制度と少数派の権利承認を含む共和主義の再検討によって、政治的理論家としての評判を確立した。多数決原理に対して少数派の権利を保護するために、彼は「並列の大多数」と呼ぶ攻撃的な提案を行った。民主主義をますます信用せず、彼はサウスカロライナ州において第二政党制の働きを最小にした。カルフーンによる奴隷制度の防衛は次第に消滅したが、彼の競合的多数の概念は、アメリカの価値体系に取り込まれていった。
彼はサウスカロライナ州選出上院、下院議員、国務長官、陸軍長官、そして第7代副大統領を務めた。彼は民主党に所属したが、ホイッグ党をもてあそんで同党から1824年と1844年に大統領選に出馬しようとした。「タカ派」として、米英戦争に際して彼はイギリスからアメリカの名誉を守れ、と議会で扇動した。ジェームズ・モンロー内閣での陸軍長官として彼は陸軍省を再編成、省を運営する強力で永久的な官僚制度を築き上げ近代化した。
カルフーンは南北戦争のおよそ10年前に死去したが、彼は1860年から61年にかけての南部の合衆国脱退に大きく影響を与えた。自らの信念を守ろうとする決意から、「鋳鉄人 cast-iron man」の愛称で呼ばれたカルフーンは、州の権利と無効化を支持した。彼は奴隷制度の率直な支持者であり、同制度を「必要悪」としてよりむしろ「現実的な利益」として守ろうとした。彼による奴隷制度への修辞的な防衛は、北部で部分的に上っている廃止論者の感情に直面し、南部の脱退による脅威を拡大する役割を果たした。
カルフーンはダニエル・ウェブスター、ヘンリー・クレイと共に「三巨頭 Great Triumvirate」「不滅の三人組 Immortal Trio」と呼ばれた。1957年に上院委員会は、5人の最も偉大な上院議員として、ヘンリー・クレイ、ダニエル・ウェブスター、ロバート・ラ・フォレット、ロバート・タフトと共にカルフーンを選定した。

## 生い立ち

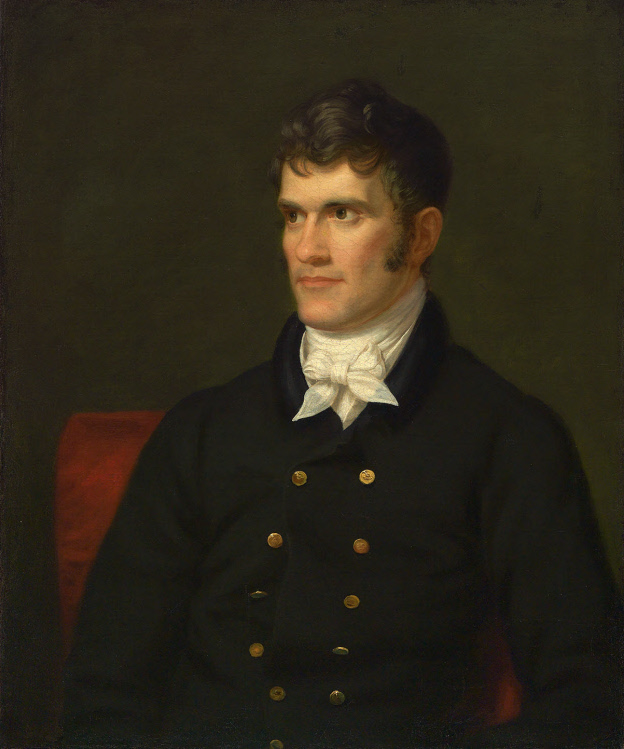
1822年のポートレイト、40歳時

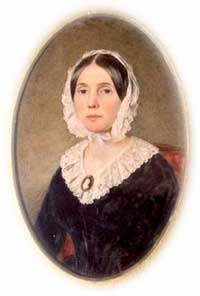
カルフーンの妻、フローリデ・カルフーンはサウスカロライナ州の上院議員、弁護士のジョン・E・カルフーンの娘であった

ジョン・カルフーンは1782年3月18日に、パトリック・カルフーンと妻のマーサ（旧姓コールドウェル）の4番目の子どもとして生まれた。父親はドニゴール県からのスコティッシュ＝アイリッシュ系移民であり、サウスカロライナに入植、同地でマーサと結婚した。
カルフーンが17歳のときに父親が病気になり、彼は学校を辞めて家族の農場で働くこととなった。後に兄弟からの金銭的援助を得て彼は学問の道に戻り、1802年にイェール大学に入学した。タッピング・リーヴ・ロースクールで法律を学び、カルフーンは1807年にサウスカロライナ州で法曹界入りした。

## 結婚と家族
1811年1月にカルフーンはいとこ半のフローリデ・ボノー・カルフーンと結婚した。夫妻は18年以上の間に10人の子をもうけた。3名は幼年時に死去した。子どもは 1. アンドリュー・ピケンズ・カルフーン (1811-1865), 2. フローリデ・ピュア・カルフーン (1814-1815), 3. ジェーン・カルフーン (1816-1816), 4. アンナ・マリア・カルフーン (1817-1875), 5. エリザベス・カルフーン (1819-1820), 6. パトリック・カルフーン (1821-1858), 7. ジョン・コールドウェル・カルフーン・ジュニア (1823-1855), 8. マーサ・コーネリア・カルフーン (1824-1857), 9. ジェームズ・エドワード・カルフーン (1826-1861), 10. ウィリアム・ラウンズ・カルフーン　(1829-1858) 。カルフーンの妻フローリデは、副大統領職2期目に起きたペティコート事件の中心人物であった。彼女は米国聖公会の熱心な信者で、カルフーンはしばしば教会に同伴した。しかしながらカルフーンは決して信者にはならず、また滅多に宗教について言及しなかった。幼年期は長老派教会の信者であったが、歴史家は、カルフーンがトーマス・ジェファーソンによって代表される非公式のユニテリアンに最も近かったと考える

## タカ派
カルフーンは「非常に神経質で非常に知的」であり、ヘンリー・クレイやアンドリュー・ジャクソンとは異なって、カリスマや魅力の面で（子どもや女性に応対する時を除いて）有名では無かった。しかし彼は輝かしい知性を持ち、有能な演説者で力量あるオーガナイザーであった。1810年に議会に選任されると、すぐに議長のヘンリー・クレイやサウスカロライナ州選出のウィリアム・ラウンズ、ラングドン・シェブスを含む主戦論者と同盟し、「タカ派」のリーダーとして米英戦争の開戦を煽動した。彼らはナポレオン戦争におけるヨーロッパの複雑さを無視し、ニューイングランド人の猛烈な反対を払いのけた。そして、アメリカの名誉と共和制の価値を守るためにイギリスとの開戦を要求した。クレイはカルフーンを国際関係委員会の議長代理に指名した。1812年6月3日に委員会は宣戦布告を要求した。これによってカルフーンの名声は全国的なものとなった。米英戦争が開戦するとイギリス軍は海上封鎖を行い、準備不足であったアメリカにとって戦況は思わしく展開しなかった。幾度かのカナダ侵攻への試みは失敗に終わったものの、カナダ西部を制圧したアメリカ軍は、カナダとアラバマにおける戦いで敵対的なインディアンの部族を退けた。
カルフーンは兵を募り、資金を拠出、ロジスティクスを促進し、通貨を改良して戦争を支援するために商業を規制するよう働きかけた。思わしくない戦況から、彼はジョン・ランドルフやダニエル・ウェブスターと言った反戦の立場に立つ議員たちからの議事妨害に打ち勝つため、立法上の努力を倍にしなければならなかった。ナポレオンが追放され、イギリス軍によるニューヨーク侵攻が打ち破られると、1814年のクリスマスには平和が達成された。その知らせがニューオーリンズに届く前に、ニューオーリンズの戦いでイギリス軍が打ち破られ、アンドリュー・ジャクソンは国民的な英雄となった。戦争の間の軍の誤った処置はカルフーンを苦しめた。彼は二度と失敗しないように、陸軍省の強化を決心した。

## ナショナリスト
戦後にカルフーンとクレイは公共工事のために、ボーナス法案を提案した。将来の戦争を戦うことができる強大な国家を建設するという目標に向けて、カルフーンは高率保護関税、国立銀行、運河や港など内陸部の開発、そして、後に彼自身が拒否した多くの国家主義的な方針を推進した。
カルフーンは自らの愛国心を、モンローにミズーリ妥協を承認するように勧めることで表した。そして、それを多くの南部の政治家たちが明確に悪い取引とみなした。彼は奴隷制度問題に関する継続的な運動が合衆国を脅かすと考え、ミズーリに関する論争の終了を望んでいたのであっだ。
ジョン・クィンシー・アダムズは、1821年に以下の様に結論づけた。「カルフーンは公正で率直であり、尊敬すべき原則、明確で迅速な理解力、冷静で泰然自若、大きな哲学的視点、そして情熱的な愛国心を持った男性だ。彼は今までに私が共に行動したことがあるいかなる政治家よりも、とりわけ部分的で党派的な偏見である。」歴史家のチャールズ・ウィルツは同意する。「彼は今日、主にセクショナリズムで知られているが、カルフーンはセクショナリズムの立場を取る当時の偉大な政治的指導者 - ダニエル・ウェブスターより、ヘンリー・クレイより、アダムズ自身よりも後の - 最後の人物であった。」
観察者はカルフーンが「下院で最も上品な演説者である…彼のジェスチャーはくつろいで優雅であり、そして、彼のそぶりは説得力があり、そして、言葉は上品である。しかし何よりも彼は、自身を自ら常に理解している主題に密接に限定し、中で聞いている皆を啓発する。彼は政治家が言うべきであるすべてを話す。」と論評した。彼の演説の才能は系統的な自己規律と習慣的な訓練を必要とした。後の批評家は彼のためらいがちな会話と、流暢な演説スタイルとの明らかな対比に着目した。そして、カルフーンが「彼は発言を明瞭、完全にし、すべての音楽が耳にとって心地よく聞こえるように、彼の自然に劣った声をとても慎重に深めていた。」と付け加えた。

## 陸軍長官
1817年、ジェームズ・モンロー大統領はカルフーンを陸軍長官に任命した。彼は25年まで同職を務める。カルフーンは「好感情の時代」の間、国家主義者のリーダーとしての役割を続けていた。彼は国家改革の綿密なプログラムを、経済近代化を促進するインフラストラクチャーの整備に提案した。彼の最優先項目は海軍の近代化で、その中には蒸気フリゲートの整備が含まれた。二番目は適切な規模の陸軍の整備であった。そして、非常時の間の更なる準備として、「長く永久的な道」を建設し、工場への「特定の奨励」を行い、戦時の海運業の縮小によって崩壊する関税のように、製品と従属しない内部課税システムの構築を行った。彼は国立銀行、内陸部の開発（港や運河、河川航行）、そして北東部の産業を援助するための保護関税、特に新たなインフラへの出費について語った。彼はしばしば「国家」という言葉を発し、そして彼の意識したねらいは国力と同一視した国家の結束を強化することであった。
戦後の1815年、議会における「古い共和党員」- 連邦政府内で経済に対してジェファーソン主義の考えを持つ - 達は、至る所で陸軍省の活動と財源を減らそうとした。1817年、4名の人物に率いられた嘆かわしい陸軍省は、最終的にカルフーンが長官職を引き受ける前に、陸軍長官の権限を満たすという要求を拒否するように導いた。政治的ライバルであった財務長官のウィリアム・H・クロウフォードも、陸軍長官としてのカルフーンの立場を複雑なものとした。
カルフーンはナポレオン下のフランス軍のように、拡張可能な陸軍を提案した。フランス軍は基本的に6,000名の士官、兵員を保有し、それらは更なる士官や部隊を追加すること無く、11,000名まで拡張することができた。議会はフロリダや西部に対する合衆国の関心が、イギリスやスペインとの戦いにつながる場合に備えて、十分な規模の軍を欲した。しかし、国は1818年のイギリスとの協定および1819年のスペインとのアダムズ＝オニス条約で生じた外交結果に納得し、大規模な軍の必要性は消失した。そして、カルフーンは1821年の削減を妨げることができなかった。
陸軍長官としてカルフーンは、インディアン問題の対応管理に対する責任があった。熱心な近代化改革の推進者として彼はインディアン部門で集中化と効率化を始めようとした。しかし、議会は彼の改革に応じることができず、または敵意を持って反応した。カルフーンのフラストレーションは議会の怠慢、政治競争、そしてイデオロギーの相違のために高まり、彼は1824年、一方的にインディアン事務局を創設した。彼はインディアン部族との38の条約交渉と批准を監督した。

## 副大統領職

### 選挙

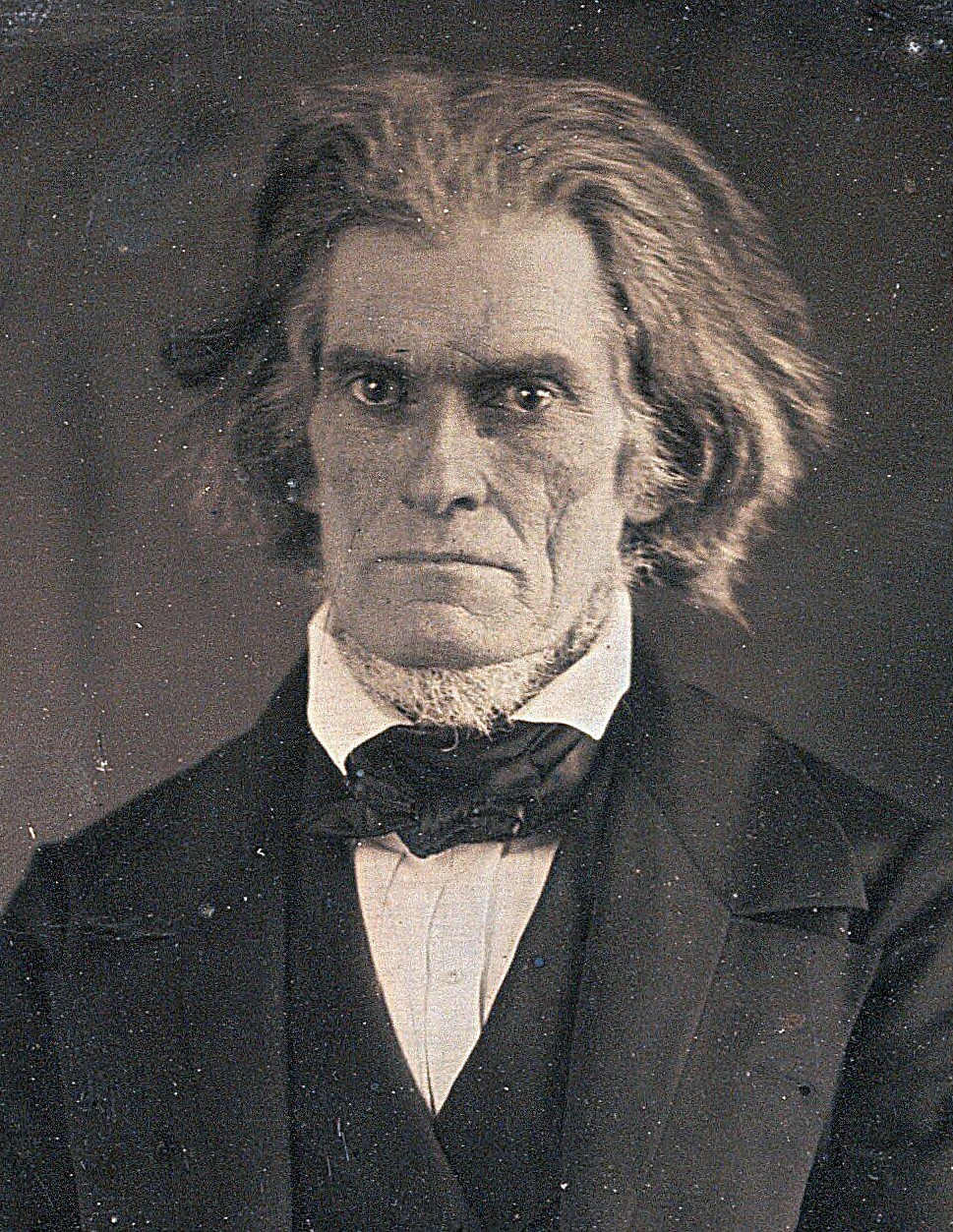
カルフーン副大統領

カルフーンは元々1824年の大統領選における大統領候補であった。サウスカロライナ州議会の支持を得られなかった彼は、副大統領候補になることとした。選挙はいずれの候補も選挙人団の過半数を得ることができず、結局下院による決議で当選者が確定した。カルフーンは地滑り的勝利で副大統領に選出された。彼はアダムズの下で4年の任期を務め、1828年にはアンドリュー・ジャクソンの伴走候補者として副大統領に再選された。

### アダムズ内閣
奇妙な選挙の後に、カルフーンはジョン・クィンシー・アダムズの下の副大統領に就任した。彼とアダムズおよび、北部の利益に賛同する全国共和党の関係は間もなく悪化した。連邦政府の影響力がアダムズとヘンリー・クレイによって操作されることを、1824年の大統領選挙の結果が証明すると、カルフーンは信じていた。（アンドリュー・ジャクソンが大きな人気を持っていたにもかかわらず、下院はアダムズを大統領にすると議決した。）カルフーンは、アダムズとクレイの国家主義の計画を妨害することを決心した。彼は入閣したにもかかわらず、内閣の方針に反対した。1828年、カルフーンはアンドリュー・ジャクソンの伴走候補者として副大統領の再選を目指した。その結果、彼は2人の大統領の下で任期を務めた副大統領2人の内の1人となった。

### 無効化

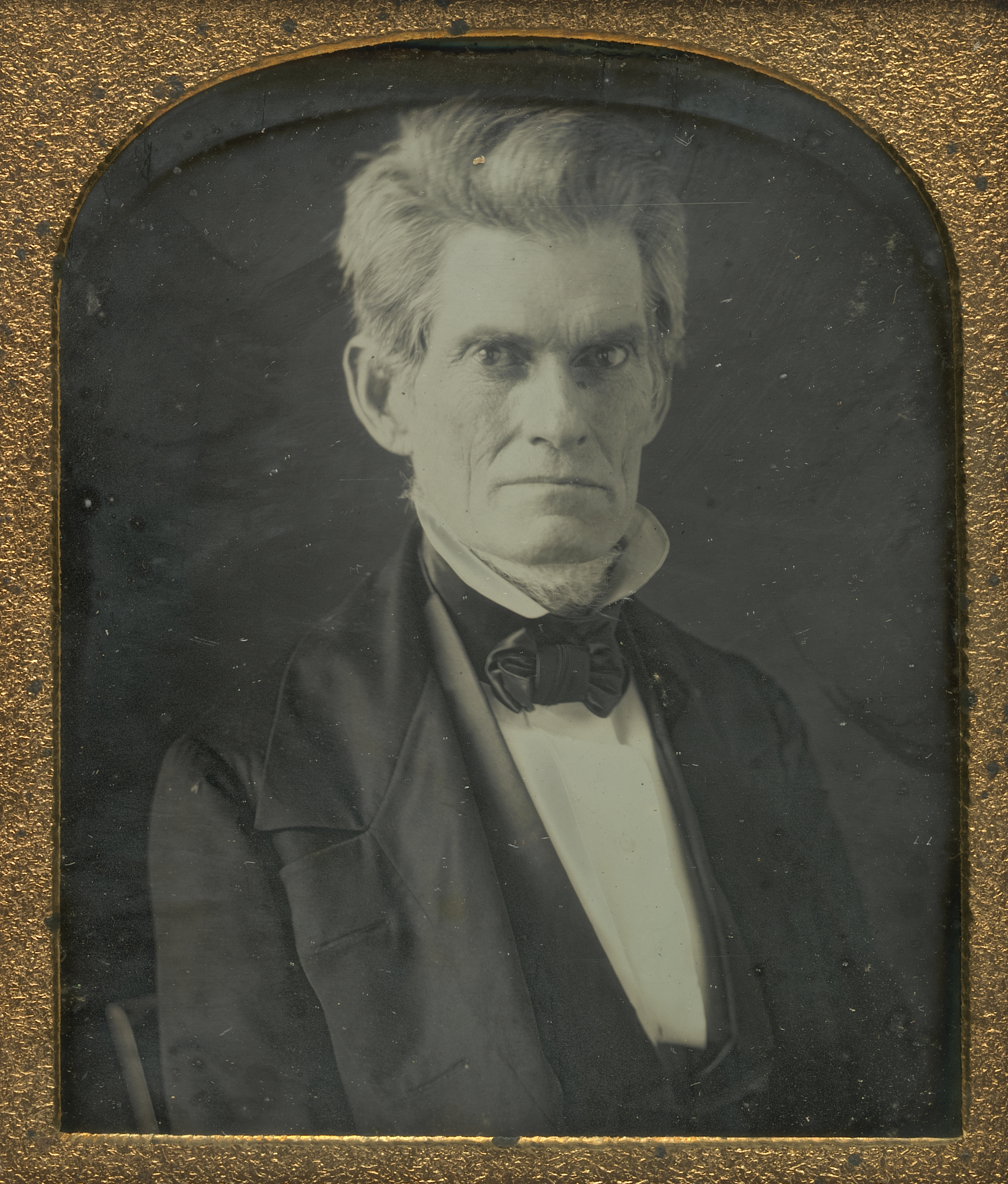
1843年頃撮影のダゲレオタイプの写真

彼は個々の州が連邦法を無効に出来るという理論を発表した。それは個別の州が合衆国憲法を批准したという事実に基づく。サウスカロライナ州の連邦法無効危機は、暴力事件に発展した。しかし海軍のチャールストンにおける軍艦による威圧は同州の脱退を防いだ。
更に彼は1828年の選挙でアンドリュー・ジャクソンの伴走候補者になり、再び副大統領に就任した。ジャクソンは連邦法無効論に反対し、有名な提唱「我々の連邦同盟は保存されるべきものだ」を行った。カルフーンは彼の提唱「我々の同盟は、最も愛しい我々の自由に次ぐ」で返答した。カルフーンとジャクソンの間に生じた亀裂はフローリデ夫人がジョン・ヘンリー・イートン陸軍長官夫人、マーガレット・オニール・イートンの答礼訪問を拒否し、彼女を政権から追い出そうとして混乱に陥れたペティコート事件によって悪化した。
1832年12月28日、出身地サウスカロライナ州選出の上院議員に空席が生じたため、これを補填するために上院議員に転出して（当時上院議員は各州議会が選出しており、州議会が空席を埋めるまでの議員代行は州知事の任命制）副大統領を辞任、職を辞する初の副大統領となった。
下院によって提案された憲法修正条項強化法案は連邦法の無効を州に禁じた。1833年の妥協は、数年の論争を解決した。
カルフーンは南部の無効論者に圧力をかけようとし、それは1841年に連邦法の21番目の規定となった。1844年に、彼はジョン・タイラー大統領によって国務長官に再任された。カルフーンは1848年に上院議員に再選され、1850年にワシントンD.C.で死去した。彼はサウスカロライナ州チャールストンのセント・フィリップス墓地に埋葬された。
彼は多数の政府についての論説、およびアメリカ合衆国憲法、合衆国政府に関する論文を著述した。
カルフーンの義理の息子トマス・グリーン・クレムソンはクレムソン大学の創立者であり、現在同大学はカルフーンが家と呼んだフォート・ヒルの財産に基づく。

## 参照
1. ↑  “Calhoun, John C.”.  OxfordDictionaries.com. 2018年3月18日閲覧。
2. ↑  Safford, "John C. Calhoun, Lani Guinier, and Minority Rights," (1995)
3. ↑  Ford (1998)
4. ↑  “The "Famous Five"”. 2010年3月11日閲覧。
5. ↑  Margaret Coit, John C. Calhoun: An American Portrait (1950)
6. ↑  彼女の分家の姓はカルフーンのものとは異なって綴られた。
7. ↑  Clyde Wilson, ed. The papers of John C. Calhoun (2003) vol. 27 pp 254-5
8. ↑  William Montgomery Meigs, The life of John Caldwell Calhoun (1917) Volume 2 p 8
9. ↑  Merrill D. Peterson, The Great Triumvirate: Webster, Clay, and Calhoun (1988) pp. 280, 408
10. ↑  Richard Hofstadter, The American Political Tradition (1948) p 96
11. ↑  Bradford Perkins, Prologue to war: England and the United States, 1805-1812 (1961) p 359 online
12. ↑  Wiltse (1944)
13. ↑  Wiltse (1944), vol, 1, ch, 8–11,
14. ↑  Adams, Diary, V, 361
15. ↑  Wiltse, John C. Calhoun: Nationalist, p. 234
16. ↑  William Meigs, The life of John Caldwell Calhoun (1917) p. 221 (online)
17. ↑  Preyer, Norris W. (1959), “Southern Support of the Tariff of 1816 – a Reappraisal”, Journal of Southern History (The Journal of Southern History, Vol. 25, No. 3) 25 (3):  306–322, doi:10.2307/2954765.
18. ↑  Fitzgerald, Michael S. (1996), “Rejecting Calhoun's Expansible Army Plan: the Army Reduction Act of 1821”, War in History 3 (2):  161–185, doi:10.1177/096834459600300202.
19. ↑  Belko, William S. (2004), “John C. Calhoun and the Creation of the Bureau of Indian Affairs: an Essay on Political Rivalry, Ideology, and Policymaking in the Early Republic”, South Carolina Historical Magazine (The South Carolina Historical Magazine, Vol. 105, No. 3) 105 (3):  170–197.
20. ↑  もう1名はジョージ・クリントン。